# Блок организације
Блок организације су формалне или неформалне друштвене групе које живе у физичкој близини (попут градског блока) и имају сличне вредности, проблеме и рањиве тачке, а сарађују да би постигле исте циљеве. Популаран израз којим се означава њихово удруживање на основу сличности је умрежавање.